# جوبالا الأول
جوبالا الأول مؤسس إمبراطورية بالا من البنغال في شبه القارة الهندية، وآخر جزء من اسمه بالا يعني حامي (من الحماية)، وكان يستخدم بمثابة نهاية لأسماء جميع ملوك هذه الإمبراطورية، ولكن لا يشير اِسم بالا إلى أي اعتبارات عرقية أو طائفية لحكام هذه الإمبراطورية، وقد أسس الإمبراطورية عام 750 في غور بعد أن اُنتخب من قبل مجموعة من الزعماء الإقليميين.